# Филаделфийски виреон
Филаделфийският виреон (Vireo philadelphicus) е вид птица от семейство Vireonidae.

## Разпространение
Видът е разпространен в Бахамските острови, Белиз, Бермудските острови, Гватемала, Канада, Кайманови острови, Колумбия, Коста Рика, Куба, Мексико, Никарагуа, Панама, Салвадор, Сен Пиер и Микелон, САЩ, Търкс и Кайкос и Хондурас.